# Unione Sportiva Fascista Salernitana 1927-1928
Questa pagina raccoglie i dati riguardanti la Unione Sportiva Fascista Salernitana nelle competizioni ufficiali della stagione 1927-1928.

## Stagione
Il 2 novembre 1927 ritorna in campo la Salernitana dopo due anni di assenza: rinasce attraverso una fusione tra Campania FBC e FBC Libertas. Rinasce per volere delle autorità fasciste, e adotta come prima divisa di gioco il colore granata ereditato dal Campania, che viene preferito al giallo della Libertas.
La squadra, con il presidente Vittorio La Rocca e Venturini in qualità di allenatore, conclude il girone campano al 1º posto, accedendo così al girone finale del Centro-Sud, in cui giunge terza. Sarà comunque ammessa in Prima Divisione grazie all'allargamento dei gironi della serie superiore. Da notare che alcuni giocatori della nuova società hanno già militato nella Salernitana e/o nella Salernitanaudax: tra questi Gennaro Finizio, Vincenzo Gallo, Mario Manzo, Mario Adinolfi, Giuseppe Barone, Giuseppe Sanfilippo.

## Divise
Da questa stagione, la Salernitana userà il granata come colore sociale, l'idea fu di Maurizio De Masi, segretario del club di adottare il colore del Campania FBC.
| Casa |

## Organigramma societario
Fonte
Area direttiva
- Presidente: Antonio Conforti, Vittorio Emanuele La Rocca, Camillo De Felice
- Segretario: Maurizio De Masi

Area tecnica
- Allenatore: Carlo Venturini

Area sanitaria
- Massaggiatore: Guglielmo Borsa

## Rosa
Fonte:
| N. |                   | Ruolo | Calciatore             |
| -- | ----------------- | ----- | ---------------------- |
|    | Italia (bandiera) | P     | Gennaro Finizio        |
|    | Italia (bandiera) | P     | B. Pastorino           |
|    | Italia (bandiera) | D     | Matteo Apicella        |
|    | Italia (bandiera) | D     | Campanile              |
|    | Italia (bandiera) | D     | Vincenzo Gallo         |
|    | Italia (bandiera) | D     | Giuseppe Lobianco      |
|    | Italia (bandiera) | D     | Mario Manzo            |
|    | Italia (bandiera) | D     | Serena                 |
|    | Italia (bandiera) | C     | Pasquale Calenda       |
|    | Italia (bandiera) | C     | Antonio Capasso        |
|    | Italia (bandiera) | C     | Ernesto De Bartolomeis |

| N. |                   | Ruolo | Calciatore          |
| -- | ----------------- | ----- | ------------------- |
|    | Italia (bandiera) | C     | Luigi Farina        |
|    | Italia (bandiera) | C     | Ignazio Mandelli    |
|    | Italia (bandiera) | C     | Alfonso Troiano     |
|    | Italia (bandiera) | C     | Carlo Venturini     |
|    | Italia (bandiera) | A     | Mario Adinolfi      |
|    | Italia (bandiera) | A     | Giuseppe Barone     |
|    | Italia (bandiera) | A     | Angelo Cassano      |
|    | Italia (bandiera) | A     | Giuseppe De Martino |
|    | Italia (bandiera) | A     | Ottavio Giannelli   |
|    | Italia (bandiera) | A     | Poloni              |
|    | Italia (bandiera) | A     | Giuseppe Sanfilippo |

## Risultati
Fonte:

### Prima Divisione

#### Girone di andata
| Castellammare di Stabia 30 ottobre 1927 1ª giornata                                              | Stabia    | 4 – 1 referto | Salernitana |  |
| \| \| \| \| \| Candela ??’ (rig.), ??’ D'Amore ??’ Ferraiolo ??’ \| Marcatori \| ??’ Apicella \| |           |               |             |  |
|                                                                                                  |           |               |             |  |
| Candela ??’ (rig.), ??’ D'Amore ??’ Ferraiolo ??’                                                | Marcatori | ??’ Apicella  |             |  |

| Salerno 6 novembre 1927 2ª giornata | Salernitana | 0 – 0 referto | Torremaggiore | Campo di Piazza d'Armi |

| Scafati 13 novembre 1927 3ª giornata | Scafatese | 0 – 2 a tavolino referto | Salernitana |  |

| Salerno 20 novembre 1927 4ª giornata                       | Salernitana | 2 – 0 referto | Aversana | Campo di Piazza d'Armi |
| \| \| \| \| \| Campanile 7’ Cassano 40’ \| Marcatori \| \| |             |               |          |                        |
|                                                            |             |               |          |                        |
| Campanile 7’ Cassano 40’                                   | Marcatori   |               |          |                        |

| Nocera Inferiore 4 dicembre 1927 5ª giornata | Nocerina | 0 – 0 referto | Salernitana |  |

| Salerno 11 dicembre 1927 6ª giornata                                        | Salernitana | 4 – 0 referto | Lecce | Campo di Piazza d'Armi |
| \| \| \| \| \| Cassano 34’ Barone 49’, 57’ Campanile 75’ \| Marcatori \| \| |             |               |       |                        |
|                                                                             |             |               |       |                        |
| Cassano 34’ Barone 49’, 57’ Campanile 75’                                   | Marcatori   |               |       |                        |

#### Girone di ritorno
| Salerno 18 dicembre 1927 7ª giornata                                                 | Salernitana | 3 – 1 referto | Stabia | Campo di Piazza d'Armi |
| \| \| \| \| \| Cassano 5’ Apicella 49’ Campanile 72’ \| Marcatori \| 42’ Castaldi \| |             |               |        |                        |
|                                                                                      |             |               |        |                        |
| Cassano 5’ Apicella 49’ Campanile 72’                                                | Marcatori   | 42’ Castaldi  |        |                        |

| 8 gennaio 1928 8ª giornata | Torremaggiore | 0 – 2 a tavolino referto | Salernitana |  |

| Salerno 15 gennaio 1928 9ª giornata                                              | Salernitana | 5 – 0 referto | Scafatese | Campo di Piazza d'Armi |
| \| \| \| \| \| Cassano ??’, ??’, ??’ Poloni ??’ Campanile ??’ \| Marcatori \| \| |             |               |           |                        |
|                                                                                  |             |               |           |                        |
| Cassano ??’, ??’, ??’ Poloni ??’ Campanile ??’                                   | Marcatori   |               |           |                        |

| Aversa 22 gennaio 1928 10ª giornata | Aversana | 0 – 2 a tavolino referto | Salernitana |  |

| Salerno 5 febbraio 1928 11ª giornata                          | Salernitana | 1 – 1 referto  | Nocerina | Campo di Piazza d'Armi |
| \| \| \| \| \| Apicella 89’ \| Marcatori \| 23’ Vittorioso \| |             |                |          |                        |
|                                                               |             |                |          |                        |
| Apicella 89’                                                  | Marcatori   | 23’ Vittorioso |          |                        |

| Lecce 12 febbraio 1928 12ª giornata                                      | Lecce     | 1 – 2 referto            | Salernitana |  |
| \| \| \| \| \| Locatelli ??’ \| Marcatori \| 12’ Barone ??’ Venturini \| |           |                          |             |  |
|                                                                          |           |                          |             |  |
| Locatelli ??’                                                            | Marcatori | 12’ Barone ??’ Venturini |             |  |

#### Girone finale

##### Andata
| Messina 1º aprile 1928 1ª giornata                            | Messinese | 3 – 0 referto | Salernitana |  |
| \| \| \| \| \| Rattotti 52’ Rando 54’, 56’ \| Marcatori \| \| |           |               |             |  |
|                                                               |           |               |             |  |
| Rattotti 52’ Rando 54’, 56’                                   | Marcatori |               |             |  |

| Roseto degli Abruzzi 8 aprile 1928 2ª giornata | FS Rosetano | 1 – 0 referto | Salernitana |  |
| \| \| \| \| \| Ardigò 28’ \| Marcatori \| \|   |             |               |             |  |
|                                                |             |               |             |  |
| Ardigò 28’                                     | Marcatori   |               |             |  |

| Salerno 15 aprile 1928 3ª giornata | Salernitana | 0 – 0 referto | Goliarda Roma | Campo di Piazza d'Armi |

##### Ritorno
| Salerno 22 aprile 1928 4ª giornata                                         | Salernitana | 3 – 1 referto | Messinese | Campo di Piazza d'Armi |
| \| \| \| \| \| Venturini 25’ Cassano 48’, 60’ \| Marcatori \| 80’ Arena \| |             |               |           |                        |
|                                                                            |             |               |           |                        |
| Venturini 25’ Cassano 48’, 60’                                             | Marcatori   | 80’ Arena     |           |                        |

| Salerno 29 aprile 1928 5ª giornata                                  | Salernitana | 2 – 1 referto | FS Rosetano | Campo di Piazza d'Armi |
| \| \| \| \| \| Cassano 45’ Poloni 75’ \| Marcatori \| 55’ Lucini \| |             |               |             |                        |
|                                                                     |             |               |             |                        |
| Cassano 45’ Poloni 75’                                              | Marcatori   | 55’ Lucini    |             |                        |

| Roma 6 maggio 1928 6ª giornata | Goliarda Roma | 3 – 0 a tavolino referto | Salernitana |  |

## Statistiche

### Statistiche di squadra
| Competizione      | Punti | In casa | In casa | In casa | In casa | In casa | In casa | In trasferta | In trasferta | In trasferta | In trasferta | In trasferta | In trasferta | Totale | Totale | Totale | Totale | Totale | Totale | DR  |
| Competizione      | Punti | G       | V       | N       | P       | Gf      | Gs      | G            | V            | N            | P            | Gf           | Gs           | G      | V      | N      | P      | Gf     | Gs     | DR  |
| ----------------- | ----- | ------- | ------- | ------- | ------- | ------- | ------- | ------------ | ------------ | ------------ | ------------ | ------------ | ------------ | ------ | ------ | ------ | ------ | ------ | ------ | --- |
| Seconda Divisione | 19    | 6       | 4       | 2       | 0       | 15      | 2       | 6            | 4            | 1            | 1            | 9            | 5            | 12     | 8      | 3      | 1      | 24     | 7      | +17 |
| Girone Finale     | 5     | 3       | 2       | 1       | 0       | 5       | 2       | 3            | 0            | 0            | 3            | 0            | 7            | 6      | 2      | 1      | 3      | 5      | 9      | -4  |
| Totale            | -     | 9       | 6       | 3       | 0       | 20      | 4       | 9            | 4            | 1            | 4            | 9            | 12           | 18     | 10     | 4      | 5      | 29     | 16     | +13 |

### Andamento in campionato

#### Girone C
| Giornata  | 1 | 2 | 3 | 4 | 5 | 6 | 7 | 8 | 9 | 10 | 11 | 12 |
| --------- | - | - | - | - | - | - | - | - | - | -- | -- | -- |
| Luogo     | T | C | T | C | T | C | C | T | C | T  | C  | T  |
| Risultato | P | N | V | V | N | V | V | V | V | V  | N  | V  |

Legenda:

Luogo: C = Casa; T = Trasferta. Risultato: V = Vittoria; N = Pareggio; P = Sconfitta.

#### Girone Finale
| Giornata  | 1 | 2 | 3 | 4 | 5 | 6 |
| --------- | - | - | - | - | - | - |
| Luogo     | T | T | C | C | C | T |
| Risultato | P | P | N | V | V | P |

Legenda:

Luogo: C = Casa; T = Trasferta. Risultato: V = Vittoria; N = Pareggio; P = Sconfitta.

### Statistiche dei giocatori
Fonte
| Giocatore         | Seconda Divisione | Seconda Divisione | Seconda Divisione | Seconda Divisione |
| Giocatore         | Presenze          | Reti              | Ammonizioni       | Espulsioni        |
| ----------------- | ----------------- | ----------------- | ----------------- | ----------------- |
| M. Adinolfi       | 1                 | 0                 | ?                 | ?                 |
| M. Apicella       | 6                 | 3                 | ?                 | ?                 |
| G. Barone         | 5                 | 3                 | ?                 | ?                 |
| P. Calenda        | 1                 | 0                 | ?                 | ?                 |
| Campanile         | 5                 | 4                 | ?                 | ?                 |
| A. Capasso        | 2                 | 0                 | ?                 | ?                 |
| A. Cassano        | 8                 | 9                 | ?                 | ?                 |
| E. De Bartolomeis | 4                 | 0                 | ?                 | ?                 |
| G. De Martino     | 1                 | 0                 | ?                 | ?                 |
| L. Farina         | 5                 | 0                 | ?                 | ?                 |
| G. Finizio        | 6                 | -9                | ?                 | ?                 |
| V. Gallo          | 6                 | 0                 | ?                 | ?                 |
| O. Giannelli      | 1                 | 0                 | ?                 | ?                 |
| G. Lobianco       | 5                 | 0                 | ?                 | ?                 |
| I. Mandelli       | 0                 | 0                 | 0                 | 0                 |
| M. Manzo          | 7                 | 0                 | ?                 | ?                 |
| B. Pastorino      | 1                 | -0                | ?                 | ?                 |
| Poloni            | 5                 | 2                 | ?                 | ?                 |
| G. Sanfilippo     | 1                 | 0                 | ?                 | ?                 |
| Serena            | 1                 | 0                 | ?                 | ?                 |
| A. Troiano        | 1                 | 0                 | ?                 | ?                 |
| C. Venturini      | 7                 | 2                 | ?                 | ?                 |